# دوباره عشق
دوباره عشق (به انگلیسی: Love Again) یک فیلم کمدی-درام و عاشقانه آمریکایی محصول ۲۰۲۳ به نویسندگی و کارگردانی جیمز سی استروز است. این فیلم بازسازی انگلیسی‌زبانی از فیلم آلمانی پیامک برای شما محصول سال ۲۰۱۶ می‌باشد، که خود بر اساس رمانی از سوفی کرامر ساخته شده است. پریانکا چوپرا، سم هیوین، راسل تووی، امید جلیلی، سلیا ایمری و سلین دیون در این فیلم به ایفای نقش پرداخته‌اند.
دوباره عشق در ۵ مهٔ ۲۰۲۳ توسط گروه سینمایی سونی پیکچرز در ایالات متحده اکران شود. این فیلم در ابتدا قرار بود در ۱۰ فوریه و سپس در ۱۲ مه ۲۰۲۳ منتشر شود. نقدهای این فیلم عموماً منفی بود.

## داستان
میرا ری که با از دست دادن نامزدش دارد دست و پنجه نرم می‌کند، مجموعه‌ای از پیامک‌های عاشقانه را به شماره تلفن همراه قدیمی او می‌فرستد و متوجه نمی‌شود که شماره دوباره به تلفن کار جدید راب برنز اختصاص داده شده است. راب که روزنامه‌نگاری است، مجذوب صداقت در متون زیبا اعتراف شده است. وقتی به او مأموریت داده می‌شود که پروفایلی از ستارهٔ بزرگ سلین دیون بنویسد (که خودش را در اولین نقش سینمایی‌اش بازی می‌کند)، از او کمک می‌گیرد تا بفهمد چگونه شخصاً با میرا ملاقات کند … و قلب او را به دست آورد.

## تولید
فیلمبرداری اصلی در اکتبر ۲۰۲۰ آغاز شد و در اوایل سال ۲۰۲۱ به پایان رسید. فیلمبرداری ابتدا در لندن انجام شد و مراحل پساتولید به ایالات متحده منتقل شد.

## بازخوردها
- این فیلم ۶٫۲ میلیون دلار در ایالات متحده و کانادا، و ۶٫۵ میلیون دلار در سایر مناطق، برای مجموع ۱۲٫۷ میلیون دلار در سراسر جهان به دست آورده است.
- در وب‌سایت جمع‌آوری نقد راتن تومیتوز از ۴۶ نقد منتقد، دارای میانگین امتیاز ۳٫۲ از ۱۰ است.
- در متاکریتیک، که از میانگین وزنی استفاده می‌کند، بر اساس رای ۱۲ منتقد، امتیاز ۳۲ از ۱۰۰ را به فیلم اختصاص داد که نشان دهنده نقدهای "به طور کلی نامطلوب" است.
- تماشاگران مورد بررسی در سینماسکور به فیلم نمره متوسط "B" را در مقیاس A+ تا F دادند، در حالی که پست‌ترک گزارش داد که تماشاگران زن (که ۷۵٪ از آخر هفته افتتاحیه را تشکیل می‌دادند) با ۵۷ نمره کلی ۸۱٪ به آن نمره مثبت دادند. ٪ گفتند که آنها قطعاً فیلم را توصیه می‌کنند.